# Sobór św. Mikołaja w Kamieńskiem

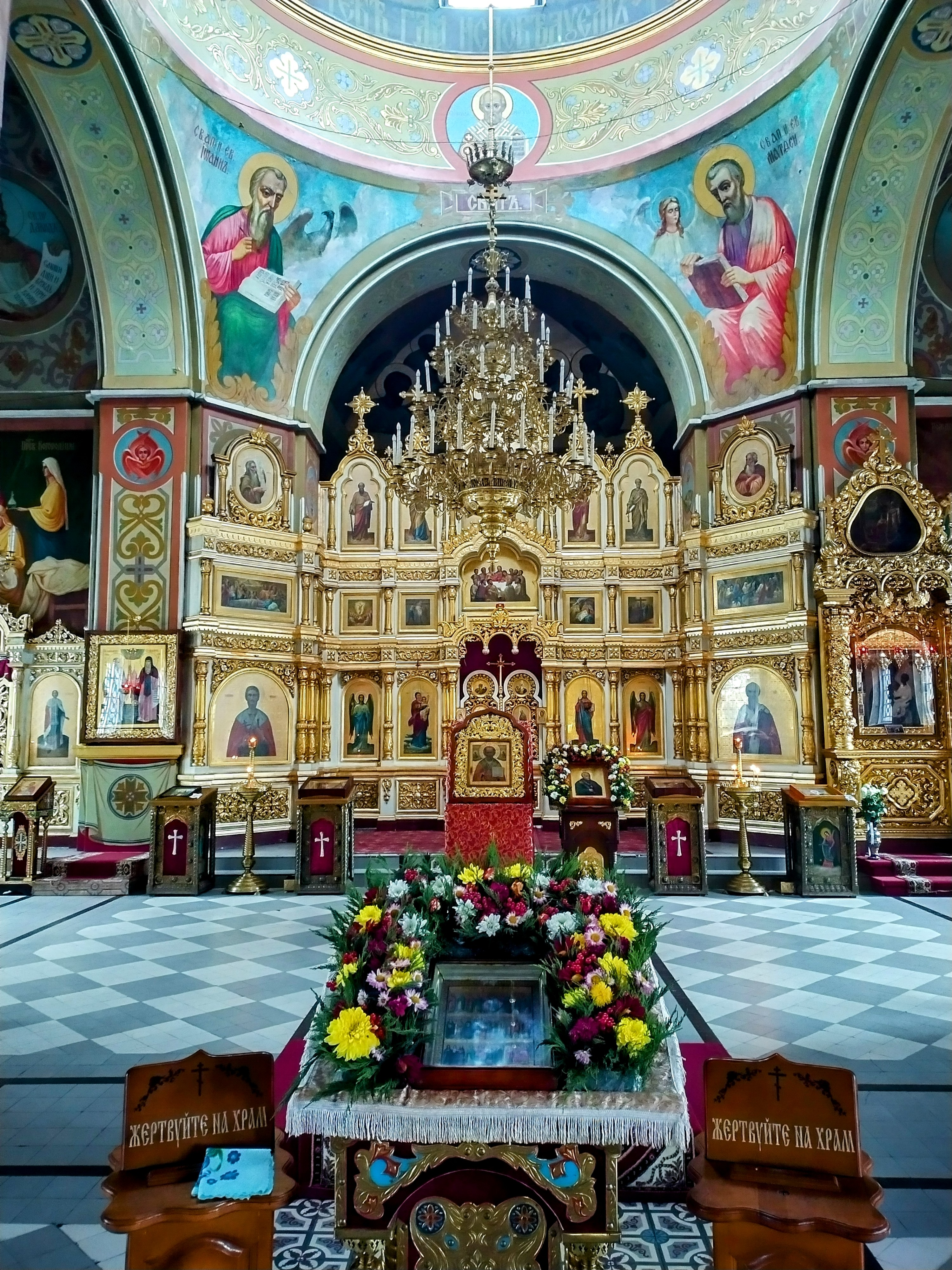
Ikonostas (2023)

Sobór św. Mikołaja – prawosławny sobór w Kamieńskiem, katedra eparchii kamieńskiej Ukraińskiego Kościoła Prawosławnego Patriarchatu Moskiewskiego.

## Historia
Sobór został zbudowany w 1894 w Kamieńskiem, wsi, która znajdowała się na miejscu obecnego miasta o tej nazwie. Pomysłodawcą budowy świątyni był dyrektor miejscowych zakładów metalurgicznych Jasiukiewicz, zaś autorem jej projektu świątyni – architekt Borodnicki z Jekatierinosławia. Wzniesienie obiektu sfinansowano ze składek robotników i kadry zarządzającej zakładów. Fabryka w kolejnych latach opłacała również pensje dla dwóch kapłanów i dwóch diakonów służących w świątyni. Po ośmiu latach od zakończenia budowy sobór został rozbudowany, wzniesiono przy nim również nową dzwonnicę, a do wnętrza wstawiono mozaiczną podłogę i marmurowy ikonostas. Budowlę powiększono po raz drugi w latach 1911–1913, rozbudowując dwie nawy boczne i wznosząc nad bocznymi wejściami kolumnady zwieńczone dachami namiotowymi z cebulastymi kopułkami i krzyżami. Zakłady metalurgiczne opłaciły ponadto wykonanie we wnętrzu obiektu fresków, których autorem był akademicki Sokoł.
Sobór został zamknięty w 1929 i przez kolejne dwanaście lat mieścił muzeum rewolucji. Został ponownie otwarty dla wiernych po wkroczeniu do miasta armii niemieckiej. Pozostał czynny także po II wojnie światowej. W 1960 po raz drugi zaadaptowano go na muzeum, a cerkiewne wyposażenie wywieziono. 
W 1988 świątynię zwrócono Rosyjskiemu Kościołowi Prawosławnemu. Była wówczas w skrajnie złym stanie technicznym. Budowla została odrestaurowana. Ponownie jej remont finansowany był przez zakłady metalurgiczne. W 2011 cerkiew stała się soborem katedralnym nowo erygowanej eparchii dnieprodzierżyńskiej (obecnie kamieńskiej).